# Cryptocentrus octofasciatus
Cryptocentrus octofasciatus es una especie de peces de la familia de los Gobiidae en el orden de los Perciformes.

## Morfología
Los machos pueden llegar a alcanzar los 4,5 cm de longitud total.

## Distribución geográfica
Se encuentra desde el África Oriental hasta las Islas Marianas, el sur del Japón, República de Palau  y Guam.

## Observaciones
Es inofensivo para los humanos.